# Irene Ambrus
Iréne Ambrus anhörenⓘ, gebürtig Klopfer Irén, (* 28. April 1904 in Budapest; † 22. Juli 1990 in London) war eine ungarische Sängerin und Schauspielerin.

## Leben
Irene Ambrus hatte eine Gesangsausbildung am Konservatorium von Budapest. Es folgten erste Auftritte im Operettentheater Budapest. 1925 entdeckt sie Erik Charell und verpflichtete sie ans Große Schauspielhaus Berlin. In An alle gibt sie dort ihr Revue-Debüt.
Die Cousine von Gitta Alpár trat danach als Soubrette in Berliner Operetten und als Kabarettistin am Theater von Rudolf Nelson auf. 1928 heiratete sie Dr. Levy vom Schallplattenkonzern Lindström AG, was ihre Karriere sehr förderte.
Irene Ambrus machte vor allem durch ihre Schallplatten auf sich aufmerksam. Von 1927 bis 1933 wurden über 60 Aufnahmen mit ihrem Gesang produziert. Die Texte waren oft recht schlüpfrig, zu ihren erfolgreichsten Titeln gehörten Die Susie bläst das Saxophon, Heinrich wo greifst du denn hin, Heut gehn wir morgen erst ins Bett!, Für die große Liebe habe ich keine Zeit, Du hast mir ew’ge Treue geschworen, Ferdinand!, Ich will Sie küssen, wenn Sie es verlangen (im Duett mit Hans Albers) und ihr 1932 aufgenommener Schlager Oh Mo’nah. Mit der Electrola-Tochter Parlophone hatte sie einen Fünfjahresvertrag. Für das Label Homocord sang sie unter dem Pseudonym Ina Aristid. Ein weiteres Pseudonym war Mabel Eton.
Daneben beteiligte sie sich an einigen Filmen und wirkte besonders in Kurz- und Werbefilmen mit. Die Machtergreifung der Nationalsozialisten beendete abrupt die Karriere der jüdischen Künstlerin in Deutschland. Sie emigrierte 1933 nach Großbritannien und spielte dort Theater, zum Beispiel in einer von Richard Tauber geleiteten Inszenierung der Operette Die Fledermaus am Palace Theatre im Jahr 1945.
Ihr Ehemann fand in London eine Beschäftigung bei Parlophone, und ihre Wohnung war ein Treffpunkt der Gesellschaft. Nach dem Tod ihres Mannes geriet sie jedoch in Vergessenheit und starb in einem Altersheim.

## Filmografie
- 1926: Die weiße Geisha
- 1930: Wien, du Stadt der Lieder
- 1930: Lumpenball
- 1931: Die Marquise von Pompadour
- 1931: Moritz macht sein Glück
- 1931: Opernredoute
- 1932: Die fidele Razzia